# Setge d'Edessa
El setge d'Edessa va tenir lloc del 28 de novembre al 24 de desembre del 1144, i tingué com a resultat la caiguda de la capital del comtat d'Edessa a mans d'Imad al-Din Zengi I, l'atabeg de Mossul i d'Alep.

## Antecedents
El Comtat d'Edessa va ser el primer dels estats croats que s'establí durant i després de la Primera Croada. També va ser el situat més al nord, el més feble i menys poblat, objecte de freqüents atacs dels estats musulmans circumdants, governats per ortúkides, danishmèndides, i seljúcides turcs. Balduí II de Jerusalem i el futur comte Joscelí Courtenay foren fets presoners després de la seva derrota en la batalla d'Haran el 1104. Balduí i Joscelí van ser capturats per segona vegada el 1122, i encara que el comtat d'Edessa es va recuperar una mica després de la batalla d'Azaz el 1125, Joscelí va morir en combat el 1131. El seu successor, Joscelí II d'Edessa, es va veure obligat a una aliança amb l'Imperi Romà d'Orient, però el 1143 tant l'emperador romà d'Orient Joan II Comnè com el rei de Jerusalem Folc V d'Anjou van morir. Joan va ser succeït pel seu fill Manuel I Comnè, que va haver de fer front als seus germans grans per consolidar el poder, mentre que Folc va ser succeït per la seva dona Melisenda de Jerusalem i el seu fill Balduí III de Jerusalem. Joscelí, a més, s'havia enemistat amb Ramon II de Trípoli i Ramon d'Antioquia, deixant Edessa sense poderosos aliats.

## El setge
El 1144 Joscelí II d'Edessa va aliar-se amb Kara Arslan, el governant ortúkida de Diyarbakır, contra el creixent poder i la influència de Imad al-Din Zengi I. Joscelí va sortir d'Edessa amb gairebé tot el seu exèrcit per donar suport a Kara Aslan i atacar Alep. Zengi, que tractava de prendre avantatge per la mort de Folc V d'Anjou, rei de Jerusalem el 1143, va dirigir-se al nord per assetjar Edessa, on va arribar el 28 de novembre. La ciutat havia estat advertida de la seva arribada i es va preparar per a un setge, però poc podia fer mentre Joscelí i l'exèrcit estaven en un altre lloc.
La defensa de la ciutat va ser encapçalada per l'arquebisbe Llatí Hug II, el bisbe armeni Joan, i el bisbe jacobita Basili, que es van assegurar que els cristians nadius no desertessin a les files de Zengi. Quan Joscel·lí va saber del setge, va enviar l'exèrcit a Turbessel, sabent que ell mai podria desallotjar Zengi sense l'ajuda dels altres estats croats. Melisenda de Jerusalem va respondre la crida enviant un exèrcit dirigit per Manassas de Hierges, Felip de Milly i Elinand de Bures, però Ramon de Poitiers, el príncep d'Antioquia no va atendre la crida perquè lluitava contra l'Imperi Romà d'Orient al Regne d'Armènia Menor.
Zengi va encerclar la ciutat veient que no hi havia exèrcit defensor, de manera que va fer construir maquinària de setge i es va començar a minar les muralles, a l'hora que les seves forces rebien reforços kurds i oghuzs. Edessa va resistir tot el que va poder, però els habitants no tenien experiència en setges ni coneixements de lluita contra mineria, nombroses torres estaven sense guarnició i part de la paret prop de la Porta de les Hores es va enfonsar el 24 de desembre. Les tropes de Zengi van entrar a la ciutat, matant tots aquells que no van poder fugir a la ciutadella, que estava a càrrec de Jordi Maniaces. Milers van ser asfixiats o trepitjats fins a la mort durant els moments de pànic, inclòs l'arquebisbe Hug. Zengi va ordenar als seus homes posar fi a la massacre, però tots els presos llatins van ser executats mentre que als natius cristians se'ls va permetre viure en llibertat. La ciutadella va ser lliurada el 26 de desembre. Un dels comandants de Zengi, Zayn ad-Din Ali Kutchuk, va ser nomenat governador, mentre que el bisbe Basili, disposat a donar la seva lleialtat a qui governés la ciutat, va ser reconegut com a líder de la població cristiana.

## Conseqüències

Possessions del comtat 1131-1150

El gener del 1145 Imad al-Din Zengi I va capturar Saruj i assetjar Birejik, però l'exèrcit del Regne de Jerusalem va arribar i es va unir al d'Edessa. Zengi va saber de problemes a Mossul, i hi va retornar per prendre el control; per tots els territoris islàmics se'l conegué amb els sobrenoms de defensor de la fe i al-Malik al-Mansur (el rei victoriós). No va seguir atacant la resta del territori d'Edessa i el Principat d'Antioquia, com es temia, i Joscelí II va seguir governant les restes del comtat a l'oest de l'Eufrates des de Turbessel, però a poc a poc la resta del territori va ser capturat pels musulmans o venut als romans d'Orient.
Zengi va ser assassinat per un esclau el 1146 durant el setge a Qalat Jabar, i el va succeir a Alep el seu fill Nur ad-Din. Joscelí va intentar recuperar Edessa després de l'assassinat, i la va recuperar, tret de la ciutadella, l'octubre del 1146, però en no tenir l'ajuda dels altres estats croats i estar mal planificada, la seva expedició va ser expulsada d'Edessa per Nur ad-Din el novembre. Aquesta vegada, tota la població va ser exiliada, i la ciutat va quedar deserta. La notícia de la caiguda d'Edessa va arribar a Europa el 1145, i el papa Eugeni III va proposar l'organització de la Segona Croada, dirigida per Lluís VII de França i Conrad III d'Alemanya, però va acabar en desastre el 1148 i Edessa mai va ser recuperada.